# جابر بن عبد الله الأنصاري
جابر بن عبد الله بن عمرو بن حرام الأنصاري صحابي، من المكثرين من رواية الحديث النبوي.

## سيرته
كان جابر بن عبد الله بن عمرو بن حرام صحابيًا أنصاريًا من بني غنم بن كعب بن سلمة أحد بطون قبيلة الخزرج، ولأبيه عبد الله بن عمرو بن حرام الذي قُتل في غزوة أحد أيضًا صُحبة، وأمه نسيبة وقيل أنيسة بنت عقبة بن عدي الأنصارية. اختُلف في كنيته فقيل أبو عبد الله، وقيل أبو عبد الرحمن، وقيل أبو محمد. أسلم جابر صغيرًا حين شهد بيعة العقبة الثانية مع أبيه.
ولما هاجر النبي محمد إلى يثرب، كان جابر من أنصار النبي محمد الذين التفّوا حوله، إلا أنه لم يشهد غزوة بدر ولا غزوة أحد، حيث منعه أبوه من المشاركة فيهما لأجل أن يرعى أخواته التسع، ولكن بعدما قُتل أبوه في أُحد، لم يتخلّف جابر عن غزوة من غزوات النبي محمد، كما شهد بيعة الرضوان. وقد مرض جابر ذات مرة في زمن النبي محمد، فعاده النبي، واشتكى له أنه إن مات فسيورث كلالة، فنزلت آية الكلالة: ﴿يَسْتَفْتُونَكَ قُلِ اللَّهُ يُفْتِيكُمْ فِي الْكَلَالَةِ إِنِ امْرُؤٌ هَلَكَ لَيْسَ لَهُ وَلَدٌ وَلَهُ أُخْتٌ فَلَهَا نِصْفُ مَا تَرَكَ وَهُوَ يَرِثُهَا إِنْ لَمْ يَكُنْ لَهَا وَلَدٌ فَإِنْ كَانَتَا اثْنَتَيْنِ فَلَهُمَا الثُّلُثَانِ مِمَّا تَرَكَ وَإِنْ كَانُوا إِخْوَةً رِجَالًا وَنِسَاءً فَلِلذَّكَرِ مِثْلُ حَظِّ الْأُنْثَيَيْنِ يُبَيِّنُ اللَّهُ لَكُمْ أَنْ تَضِلُّوا وَاللَّهُ بِكُلِّ شَيْءٍ عَلِيمٌ ۝١٧٦﴾ [النساء:176]، لتوضح للمسلمين كيفية التوريث في تلك الحالة.
وبعد وفاة النبي محمد، شارك جابر في الفتح الإسلامي للشام، وكان في جيش خالد بن الوليد الذي حاصر دمشق، كما زعم الكلبي أنه شهد وقعة صفين مع علي بن أبي طالب. ثم تفرّغ جابر للجلوس في المسجد النبوي يعلّم الناس، وكان من المكثرين في رواية الحديث النبوي، فكانت له حلقة في المسجد يلتفّ فيها الناس ليسمعوا من الحديث النبوي وليستفتونه، حيث كان مفتي المدينة في زمانه. كما كان  يرتحل ليتأكد من صحة الأحاديث، فقد رُوي أنه رحل في آخر عمره إلى مكة ليتأكد من صحة أحاديث سمعها، كما رُوى أنه رحل إلى مصر ليسمع حديث القصاص من عبد الله بن أنيس.
اضطربت الروايات حول زمان وفاة جابر بن عبد الله، فقيل أنه مات سنة 73 هـ، وقيل سنة 74 هـ، وقيل سنة 78 هـ، وقيل سنة 77 هـ، وعمره 94 سنة، وقد عمي آخر عمره، وصلى عليه أبان بن عثمان بن عفان والي المدينة المنورة وقتها بقباء، وقيل أنه أوصى ألا يصلّي عليه الحجاج بن يوسف الثقفي. إلا أن الأرجح أن وفاته كانت سنة 78 هـ، لما ذكره الذهبي عن أنه عاش بعد عبد الله بن عمر بن الخطاب بأعوام. وكان آخر أصحاب النبي محمد موتًا بالمدينة، وقيل آخرهم سهل بن سعد. كما أنه آخر من مات بالمدينة المنورة ممن شهد بيعة العقبة. وقد أخذ الحسن المثنى بعمودي سريره في جنازته.

## روايته للحديث النبوي
- روى عن: النبي محمد وعمر بن الخطاب وعلي بن أبي طالب وأبي بكر الصديق وأبي عبيدة بن الجراح ومعاذ بن جبل والزبير بن العوام[3] وخالد بن الوليد وطلحة بن عبيد الله وعبد الله بن أنيس وعمار بن ياسر وأبي بردة بن نيار وأبي حميد الساعدي وأبي سعيد الخدري وأبي قتادة الأنصاري وأبي هريرة وأم شريك وأم كلثوم بنت أبي بكر وأم مالك الأنصارية وأم مبشر الأنصارية.[4]
- روى عنه: محمد الباقر وعمرو بن دينار وأبو الزبير المكي وعطاء بن أبي رباح ومجاهد بن جبر[2] وسعيد بن المسيب وسالم بن أبي الجعد والحسن البصري والحسن بن محمد بن الحنفية ومحمد بن المنكدر وسعيد بن ميناء المكي وأبو سفيان طلحة بن نافع وعامر الشعبي وسنان بن أبي سنان الدؤلي وأبو المتوكل علي بن داود الناجي ومحمد بن عباد بن جعفر ومعاذ بن رفاعة بن رافع الأنصاري ورجاء بن حيوة ومحارب بن دثار وسليمان بن عتيق وشرحبيل بن سعد وطاووس بن كيسان وعاصم بن عمر بن قتادة وعبيد الله بن مقسم وعبد الله بن محمد بن عقيل بن أبي طالب ومحمد بن عبد الرحمن بن ثوبان وأبو بكر المدني وطلحة بن خراش وعثمان بن عبد الله بن سراقة وعبد الرحمن بن عبد الله بن أبي عمار وعبد الله بن أبي قتادة الأنصاري[3] وإبراهيم بن عبد الله بن قارظ وإبراهيم بن عبد الرحمن بن عبد الله بن أبي ربيعة المخزومي وبلال بن سعد وإسماعيل بن بشير مولى بني مغالة وأيمن الحبشي وبشير بن سلمان الأنصاري وجعفر بن محمود بن محمد بن مسلمة الأنصاري والحارث بن رافع بن مكيث الجهني وحفص بن عبيد الله بن أنس بن مالك وذكوان أبو صالح السمان والذيال بن حرملة وزيد بن أسلم وسعيد بن الحارث الأنصاري وسعيد بن زياد الأنصاري وسعيد بن أبي كرب وسعيد بن أبي هلال وسلمة المكي وسليمان بن قيس اليشكري وسليمان بن يسار وشهر بن حوشب وصفوان بن سليم وطارق بن عمرو قاضي مكة وطلق بن حبيب العنزي وعبادة بن الوليد بن عبادة بن الصامت وعبد الله بن عامر بن ربيعة وعبد الله بن كعب بن مالك وعبد الله بن نسطاس وعبد الله بن يزيد أبو عبد الرحمن الحبلي المصري وعبد الرحمن بن آدم صاحب السقاية وعبد الرحمن بن أبي بكر المليكي وابنه عبد الرحمن بن جابر بن عبد الله وعبد الرحمن بن سابط وعبد الرحمن بن كعب بن مالك وعبد الملك بن جابر بن عتيك وعبيد الله بن عبد الرحمن بن رافع الأنصاري وعروة بن رويم اللخمي وعروة بن الزبير وعروة بن عياض وعطاء بن يسار وابنه عقيل بن جابر بن عبد الله وعكرمة مولى ابن عباس وعمار بن أبي عمار وعمر بن الحكم أبا رافع بن سنان الأنصاري وعمرو بن أبان بن عثمان بن عفان وعمرو بن جابر الحضرمي وعيسى بن جارية الأنصاري والفضل بن مبشر وقبيصة بن ذؤيب والقعقاع بن حكيم ومحمد بن إبراهيم بن الحارث التيمي وابنه محمد بن جابر بن عبد الله ومحمد بن عمرو بن الحسن بن علي بن أبي طالب ومحمود بن لبيد الأنصاري والمطلب بن عبد الله بن حنطب المخزومي وأبو نضرة المنذر بن مالك بن قطعة العبدي والمهاجر بن عكرمة المخزومي ونبيح العنزي والنعمان بن أبي عياش وواسع بن حبان وواقد بن عمرو بن سعد بن معاذ الأنصاري ووهب بن كيسان ووهب بن منبه وزيد بن صهيب الفقير وأبو بكر بن المنكدر وأبو سلمة بن عبد الرحمن بن عوف وأبو سمية وأبو عبيدة بن محمد بن عمار بن ياسر وأبو عياش المصري وأبو موسى وأبو الوليد المكي.[4]
- الجرح والتعديل: بلغ مسند أحاديثه 1540 حديثًا، اتفق له البخاري ومسلم على 58 حديث، وانفرد له البخاري بستة وعشرين حديثًا، ومسلم بمائة وستة وعشرين حديثًا،[3] وقد روى له الجماعة.[11]